# Jérémy De Vriendt
Jérémy De Vriendt (Sambreville, 22 maart 1986) is een Belgisch voetballer die als doelman speelt. Hij begon zijn profloopbaan bij Standard Luik.
Op 31 januari 2009 tekende hij een contract bij KV Mechelen. Maar daar kwam hij nooit aan spelen toe en daarom werd hij eind juli 2010 verhuurd aan het Nederlandse N.E.C.. Op 16 augustus werd de huurovereenkomst weer ontbonden toen bleek dat hij een ernstige rugblessure had. Op 21 november 2011 werd bekend dat hij een contract heeft getekend bij tweedeklasser White Star Woluwe FC. Na een half jaar zonder club gezeten te hebben maakte hij vanaf januari het seizoen 2012/13 af bij UR La Louvière Centre. Hierna zat hij wederom zonder club voor hij in april 2014 aansloot bij Solières Sport. Vanaf 2014 speelt hij voor FC Jeunesse Lorraine Arlonaise. Vanaf 2016 komt De Vriendt uit voor RU Wallonne Ciney en een seizoen later ging hij naar CS Onhaye.

## Statistieken
| seizoen | club                           | land      | competitie                 | wed | goals |
| ------- | ------------------------------ | --------- | -------------------------- | --- | ----- |
| 2005/06 | Standard Luik                  | België    | Jupiler League             | 0   | 0     |
| 2006/07 | Standard Luik                  | België    | Jupiler League             | 3   | 0     |
| 2007/08 | Standard Luik                  | België    | Jupiler League             | 1   | 0     |
| 2008/09 | KV Mechelen                    | België    | Jupiler League             | 0   | 0     |
| 2009/10 | KV Mechelen                    | België    | Jupiler League             | 0   | 0     |
| 2009/10 | KV Mechelen                    | België    | Play-Off II A              | 0   | 0     |
| 2010/11 | → N.E.C.                       | Nederland | Eredivisie                 | 0   | 0     |
| 2010/11 | KV Mechelen                    | België    | Jupiler League             | 0   | 0     |
| 2011/12 | White Star Woluwe FC           | België    | Tweede klasse              | 16  | 0     |
| 2012/13 | UR La Louvière Centre          | België    | Derde klasse A             | 9   | 0     |
| 2013/14 | Solières Sport                 | België    | Vierde klasse D            |     |       |
| 2014/15 | FC Jeunesse Lorraine Arlonaise | België    | Vierde klasse D            |     |       |
| 2015/16 | FC Jeunesse Lorraine Arlonaise | België    | Vierde klasse D            |     |       |
| 2016/17 | RU Wallonne Ciney              | België    | Derde klasse amateurs ACFF |     |       |
| 2017/18 | CS Onhaye                      | België    | Derde klasse amateurs ACFF |     |       |
| Totaal  |                                |           |                            | 29  | 0     |